# Inga Valinskienė
Inga (Ingrida) Valinskienė (ur. 8 lipca 1966 w Kibartach) – litewska piosenkarka i osobowość telewizyjna, polityk, posłanka na Sejm Republiki Litewskiej (2008–2012).

## Życiorys
W młodości uczęszczała do szkoły średniej im. Kristijonasa Donelaitisa w Kibartach oraz do szkoły średniej nr XXII w Kłajpedzie. W 1984 podjęła pracę w sądownictwie miejskim w Kłajpedzie. W 1988 ukończyła studia z dziedziny zarządzania kulturą na Uniwersytecie Kłajpedzkim.
W 1988 zaczęła regularnie koncertować, wydała kilka albumów muzycznych. W 1992 rozpoczęła pracę w telewizji LNK. W wyborach parlamentarnych w 2008 została wybrana do Sejmu z listy krajowej Partii Wskrzeszenia Narodowego (kandydowała również w okręgu Uciana). W trakcie kadencji dołączyła do frakcji Związku Liberałów i Centrum. W 2012 nie ubiegała się o reelekcję.
Żona Arūnasa Valinskasa, założyciela Partii Wskrzeszenia Narodowego oraz marszałka Sejmu. Matka polityka Arūnasa Valinskasa.